# Chiesa evangelica valdese di Rio della Plata
La Chiesa evangelica valdese di Rio della Plata è la comunità valdese in Uruguay e Argentina.
Dopo il riconoscimento dei loro diritti religiosi nel 1848 molti piemontesi emigrarono in Sud America nella speranza di superare le difficoltà economiche comuni a tutti i territori alpini. I primi agricoltori e artigiani di fede valdese giunsero nel Rio della Plata nel 1858, dove fondarono Villa La Paz Colonia Piamontesa, per poi diffondersi nel territorio e venire raggiunti da nuovi immigrati negli anni successivi.
La Chiesa evangelica valdese di Rio della Plata è parte integrante della comunità valdese, che è unitaria; il sinodo annuale si svolge in due sessioni, sudamericana in febbraio ed europea in agosto. Le decisioni teologiche e i rapporti internazionali vengono prese congiuntamente.